# Ammobates oxianus
Ammobates oxianus är en biart som beskrevs av Popov 1951. Ammobates oxianus ingår i släktet Ammobates och familjen långtungebin. Inga underarter finns listade i Catalogue of Life.